# Leptophyes punctatissima
Espèce
Leptophyes punctatissima, la leptophye ponctuée souvent appelée sauterelle ponctuée, est une espèce d'orthoptères de la famille des Tettigoniidae.

## Distribution

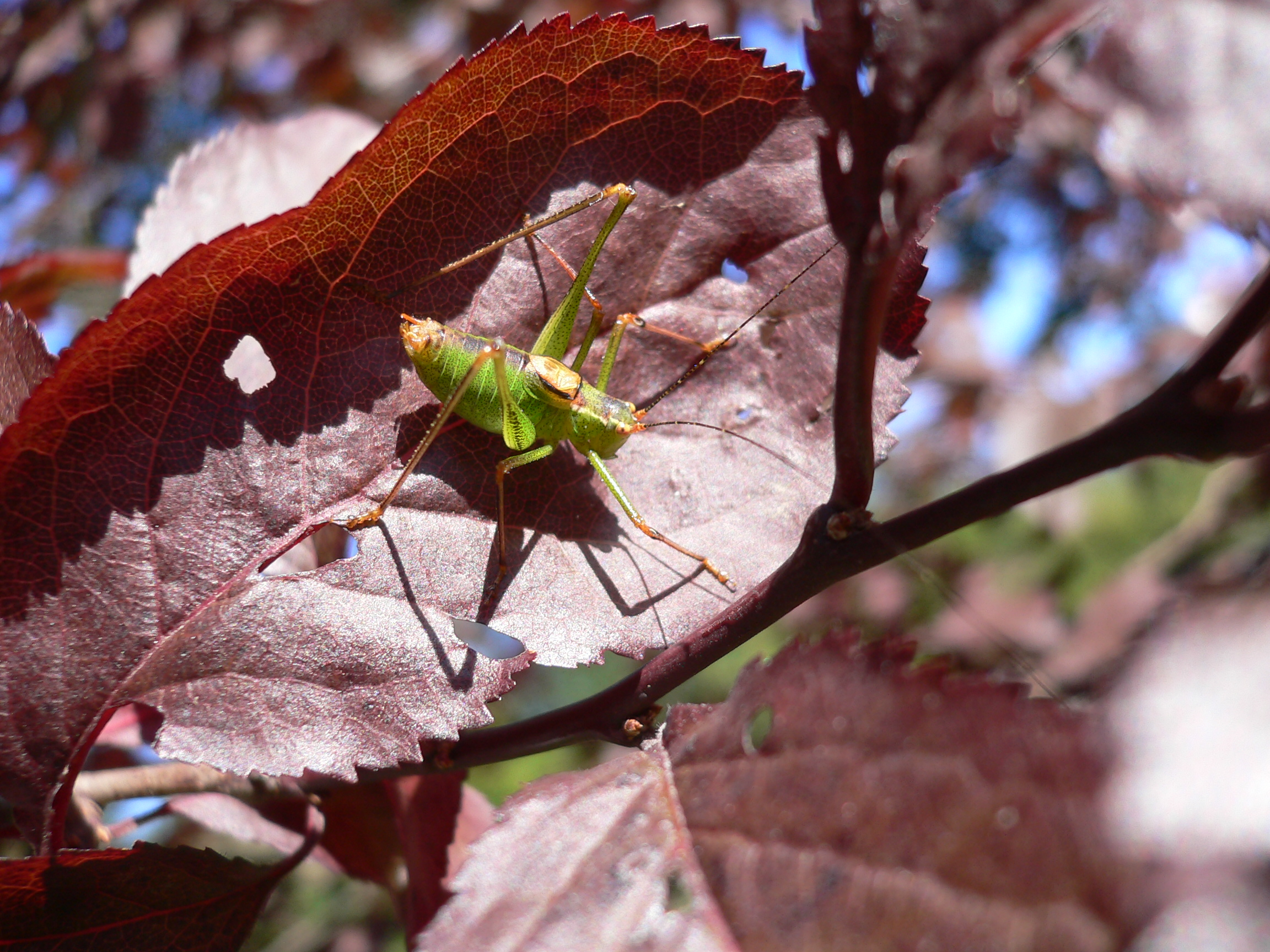
Leptophyes punctatissima - mâle.

Cette sauterelle se rencontre en Europe occidentale, du nord de l'Espagne à la Scandinavie, elle est présente dans toute la France, les adultes de juillet à novembre. Originaire d'Europe occidentale, elle a été introduite dans beaucoup de pays par le commerce des plantes de jardin.

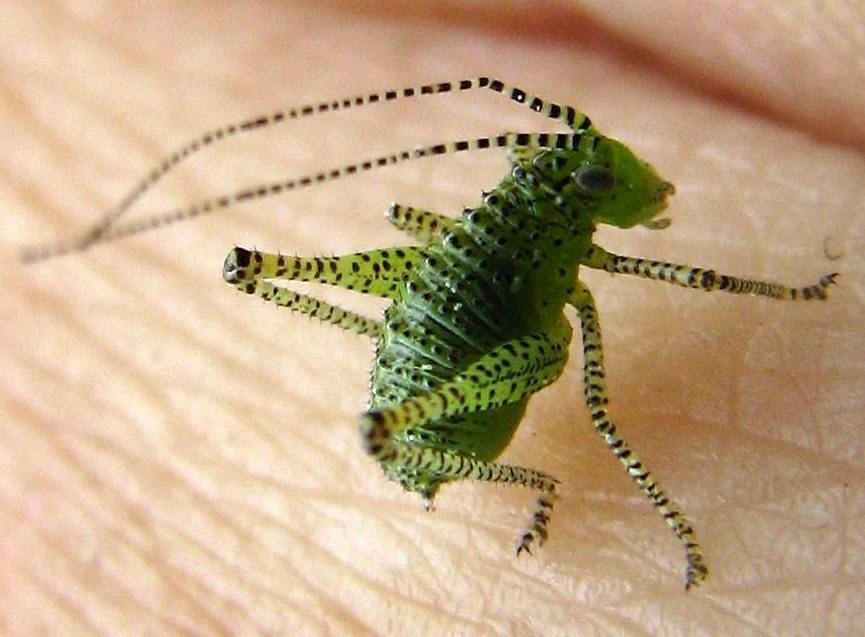
Leptophyes punctatissima, premier stade larvaire

## Description
De couleur verte, la leptophye ponctuée, longue de 10 à 14 mm chez le mâle, 12 à 17 mm chez la femelle, est tachetée de nombreux petits points foncés sur tout le corps et les membres. Les antennes sont environ 4 fois plus longues que le corps. Les élytres sont très courts chez les deux sexes.
La femelle possède un oviscapte plat, recourbé vers le haut et large.

## Habitat et stridulation
Souvent difficile à repérer dans la végétation verte à cause de son mimétisme, on la trouve dans les orties, les broussailles, les buissons, les plantes des jardins. Elle est active de jour comme de nuit. Le chant émis le soir et la nuit est faible : il consiste en une succession de notes brèves émises toutes les 3 à 6 secondes ; les silences se raccourcissent avec l'élévation de la température.

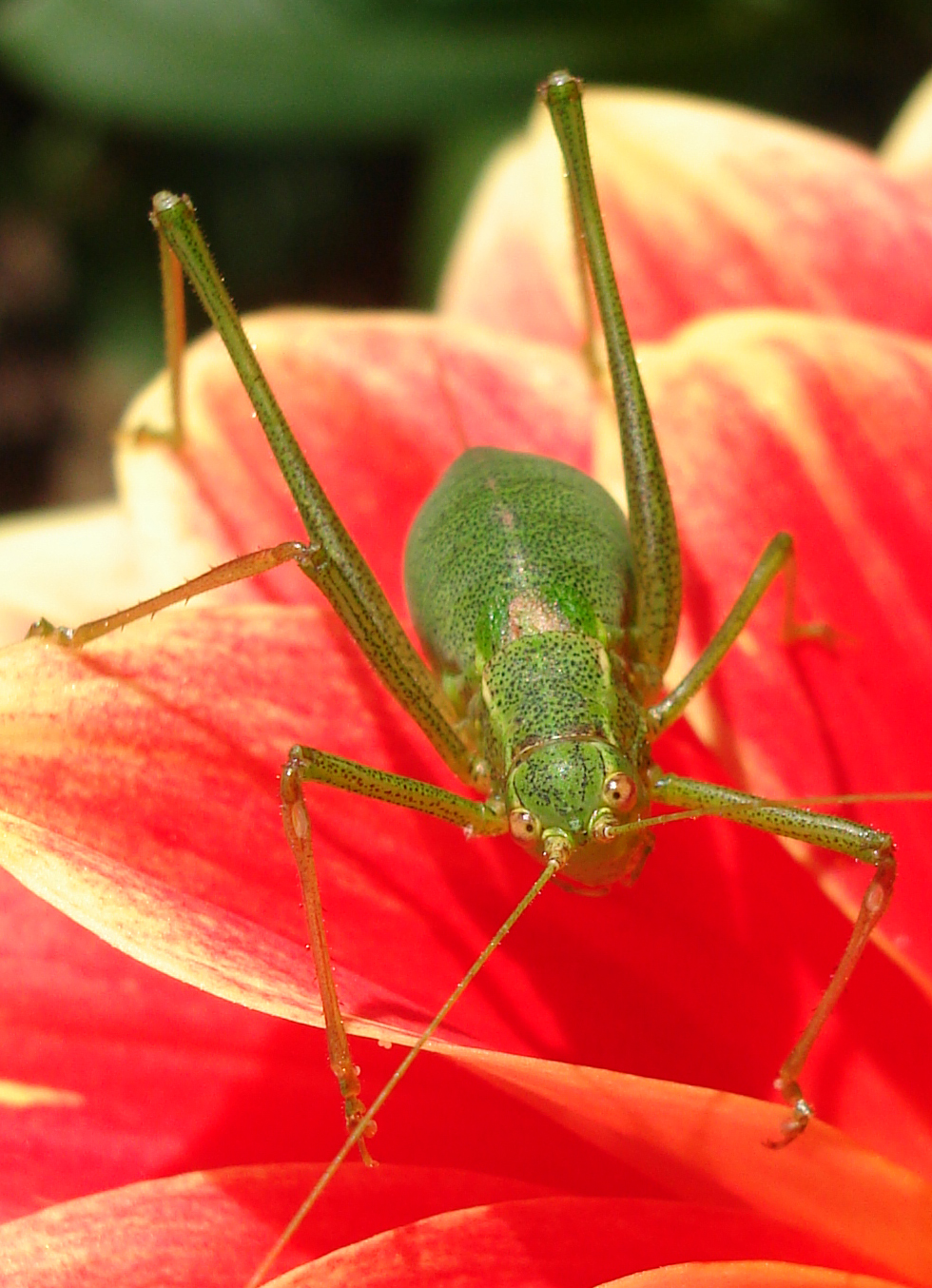
Sauterelle ponctuée femelle sur une fleur de dahlia (remarquer les tympans en haut des tibias antérieurs).